# Sloveens voetbalelftal in 2007
Het Sloveens voetbalelftal speelde in totaal elf interlands in het jaar 2007, waaronder negen duels in de kwalificatiereeks voor het EK voetbal 2008 in Oostenrijk en Zwitserland. De ploeg stond onder leiding van bondscoach Matjaž Kek, de opvolger van de eind 2006 opgestapte Brane Oblak. Op de in 1993 geïntroduceerde FIFA-wereldranglijst zakte Slovenië in 2007 van de 77ste (januari 2007) naar de 83ste plaats (december 2007).

## Balans
| Wedstrijden | Wedstrijden | Wedstrijden | Wedstrijden | Doelpunten | Doelpunten | Doelpunten | Punten |
| Gespeeld    | Winst       | Gelijk      | Verlies     | Voor       | Tegen      | Saldo      | Punten |
| ----------- | ----------- | ----------- | ----------- | ---------- | ---------- | ---------- | ------ |
| 11          | 3           | 3           | 5           | 7          | 10         | –3         | 0.818  |

## Interlands
|                                                                 |                          |       |         |                                                                                |
| 7 februari Vriendschappelijk № 128 «onderlinge duels» 20:15 uur | Slovenië                 | 1 – 0 | Estland | Športni park, Domžale Toeschouwers: 2.900 Scheidsrechter: Damien Ledentu (FRA) |
| 7 februari Vriendschappelijk № 128 «onderlinge duels» 20:15 uur | Klemen Lavrič 34' (pen.) |       |         | Športni park, Domžale Toeschouwers: 2.900 Scheidsrechter: Damien Ledentu (FRA) |

|                                                             |         |       |          |                                                                                        |
| 24 maart EK-kwalificatie № 129 «onderlinge duels» 17:00 uur | Albanië | 0 – 0 | Slovenië | Loro Boriçi Stadiumi, Shkodër Toeschouwers: 12.000 Scheidsrechter: Joseph Attard (MLT) |
| 24 maart EK-kwalificatie № 129 «onderlinge duels» 17:00 uur |         |       |          | Loro Boriçi Stadiumi, Shkodër Toeschouwers: 12.000 Scheidsrechter: Joseph Attard (MLT) |

|                                                             |          |                              |           |                                                                                      |
| 28 maart EK-kwalificatie № 130 «onderlinge duels» 20:45 uur | Slovenië | 0 – 1                        | Nederland | Arena Petrol, Celje Toeschouwers: 9.520 Scheidsrechter: Manuel Mejuto González (ESP) |
| 28 maart EK-kwalificatie № 130 «onderlinge duels» 20:45 uur |          | 86' Giovanni van Bronckhorst |           | Arena Petrol, Celje Toeschouwers: 9.520 Scheidsrechter: Manuel Mejuto González (ESP) |

|                                                           |                |       |                                      |                                                                             |
| 2 juni EK-kwalificatie № 131 «onderlinge duels» 20:45 uur | Slovenië       | 1 – 2 | Roemenië                             | Arena Petrol, Celje Toeschouwers: 7.000 Scheidsrechter: Stuart Dougal (SCO) |
| 2 juni EK-kwalificatie № 131 «onderlinge duels» 20:45 uur | Dare Vršič 90' |       | 50' Gabriel Tamaș 69' Bănel Nicoliță | Arena Petrol, Celje Toeschouwers: 7.000 Scheidsrechter: Stuart Dougal (SCO) |

|                                                           |                                   |       |          |                                                                                         |
| 6 juni EK-kwalificatie № 132 «onderlinge duels» 20:00 uur | Roemenië                          | 2 – 0 | Slovenië | Dan Păltinișanustadion, Timișoara Toeschouwers: 18.000 Scheidsrechter: Alon Yefet (ISR) |
| 6 juni EK-kwalificatie № 132 «onderlinge duels» 20:00 uur | Adrian Mutu 41' Cosmin Contra 70' |       |          | Dan Păltinișanustadion, Timișoara Toeschouwers: 18.000 Scheidsrechter: Alon Yefet (ISR) |

|                                                                  |                          |       |                |                                                                                            |
| 22 augustus Vriendschappelijk № 133 «onderlinge duels» 19:30 uur | Montenegro               | 1 – 1 | Slovenië       | Stadion Pod Goricom, Podgorica Toeschouwers: 8.000 Scheidsrechter: Claudio Circhetta (SUI) |
| 22 augustus Vriendschappelijk № 133 «onderlinge duels» 19:30 uur | Mirko Vučinić 28' (pen.) |       | 42' Dare Vršič | Stadion Pod Goricom, Podgorica Toeschouwers: 8.000 Scheidsrechter: Claudio Circhetta (SUI) |

|                                                                |           |                                                           |          |                                                                                        |
| 8 september EK-kwalificatie № 134 «onderlinge duels» 16:00 uur | Luxemburg | 0 – 3                                                     | Slovenië | Stade Josy Barthel, Luxemburg Toeschouwers: 2.012 Scheidsrechter: Sergiy Berezka (UKR) |
| 8 september EK-kwalificatie № 134 «onderlinge duels» 16:00 uur |           | 7' Klemen Lavrič 37' Milivoje Novakovič 47' Klemen Lavrič |          | Stade Josy Barthel, Luxemburg Toeschouwers: 2.012 Scheidsrechter: Sergiy Berezka (UKR) |

|                                                                 |                         |       |             |                                                                                |
| 12 september EK-kwalificatie № 135 «onderlinge duels» 19:45 uur | Slovenië                | 1 – 0 | Wit-Rusland | Arena Petrol, Celje Toeschouwers: 3.500 Scheidsrechter: Veaceslav Banari (MDA) |
| 12 september EK-kwalificatie № 135 «onderlinge duels» 19:45 uur | Klemen Lavrič 3' (pen.) |       |             | Arena Petrol, Celje Toeschouwers: 3.500 Scheidsrechter: Veaceslav Banari (MDA) |

|                                                               |          |       |         |                                                                              |
| 13 oktober EK-kwalificatie № 136 «onderlinge duels» 20:30 uur | Slovenië | 0 – 0 | Albanië | Arena Petrol, Celje Toeschouwers: 4.625 Scheidsrechter: Duarte Pereira (POR) |
| 13 oktober EK-kwalificatie № 136 «onderlinge duels» 20:30 uur |          |       |         | Arena Petrol, Celje Toeschouwers: 4.625 Scheidsrechter: Duarte Pereira (POR) |

|                                                               |                                             |       |          |                                                                                      |
| 17 oktober EK-kwalificatie № 137 «onderlinge duels» 20:30 uur | Nederland                                   | 2 – 0 | Slovenië | Philips Stadion, Eindhoven Toeschouwers: 32.500 Scheidsrechter: Nicola Rizzoli (ITA) |
| 17 oktober EK-kwalificatie № 137 «onderlinge duels» 20:30 uur | Wesley Sneijder 14' Klaas-Jan Huntelaar 87' |       |          | Philips Stadion, Eindhoven Toeschouwers: 32.500 Scheidsrechter: Nicola Rizzoli (ITA) |

|                                                                |          |                                          |           |                                                                           |
| 21 november EK-kwalificatie № 138 «onderlinge duels» 18:00 uur | Slovenië | 0 – 2                                    | Bulgarije | Arena Petrol, Celje Toeschouwers: 3.600 Scheidsrechter: Howard Webb (ENG) |
| 21 november EK-kwalificatie № 138 «onderlinge duels» 18:00 uur |          | 81' Blagoy Georgiev 84' Dimitar Berbatov |           | Arena Petrol, Celje Toeschouwers: 3.600 Scheidsrechter: Howard Webb (ENG) |

## FIFA-wereldranglijst
| JAN | FEB | MAR | APR | MEI | JUN | JUL | AUG | SEP | OKT | NOV | DEC |
| --- | --- | --- | --- | --- | --- | --- | --- | --- | --- | --- | --- |
| 77  | 71  | 72  | 76  | 76  | 89  | 88  | 94  | 75  | 76  | 83  | 83  |

## Statistieken
| Samir Handanovič   | 1984-07-14 | Udinese               | 11 | 0 | 0 | 20 | 0  |
| Verdediging        |            |                       |    |   |   |    |    |
| Bojan Jokić        | 1986-05-17 | FC Sochaux            | 9  | 1 | 0 | 17 | 0  |
| Branko Ilić        | 1983-02-06 | Real Betis Sevilla    | 8  | 2 | 0 | 25 | 0  |
| Mitja Mörec        | 1983-02-21 | Maccabi Herzliya      | 7  | 0 | 0 | 7  | 1  |
| Boštjan Cesar      | 1982-07-09 | West Bromwich Albion  | 6  | 0 | 0 | 25 | 2  |
| Matej Mavrič       | 1979-01-29 | TuS Koblenz           | 5  | 0 | 0 | 27 | 1  |
| Mišo Brečko        | 1984-05-01 | Hamburger SV          | 4  | 2 | 0 | 11 | 0  |
| Fabijan Cipot      | 1976-08-25 | Rudar Velenje         | 3  | 3 | 0 | 26 | 0  |
| Aleš Kokot         | 1979-10-23 | SV Wehen              | 1  | 1 | 0 | 9  | 0  |
| Suad Filekovič     | 1978-09-16 | NK Maribor            | 0  | 2 | 0 | 12 | 0  |
| Igor Lazič         | 1979-10-30 | Interblock Ljubljana  | 0  | 1 | 0 | 2  | 0  |
| Middenveld         |            |                       |    |   |   |    |    |
| Robert Koren       | 1980-09-20 | West Bromwich Albion  | 9  | 0 | 0 | 30 | 1  |
| Valter Birsa       | 1986-08-07 | FC Sochaux            | 7  | 3 | 0 | 17 | 0  |
| Anton Žlogar       | 1977-11-24 | Anorthosis Famagusta  | 7  | 1 | 0 | 27 | 1  |
| Andraž Kirm        | 1984-09-06 | NK Domžale            | 6  | 0 | 0 | 6  | 0  |
| Andrej Komac       | 1979-12-04 | Djurgårdens IF        | 5  | 3 | 0 | 30 | 0  |
| Nastja Čeh         | 1978-01-26 | FK Khimki             | 5  | 0 | 0 | 46 | 6  |
| Dalibor Stevanovič | 1984-09-27 | Deportivo Alavés      | 4  | 0 | 0 | 7  | 0  |
| Dare Vršič         | 1984-09-26 | Politehnica Timișoara | 3  | 2 | 2 | 5  | 2  |
| Goran Šukalo       | 1981-08-24 | TuS Koblenz           | 2  | 3 | 0 | 32 | 1  |
| Milenko Ačimovič   | 1977-02-15 | Austria Wien          | 1  | 1 | 0 | 74 | 13 |
| Rene Mihelič       | 1988-07-05 | NK Maribor            | 0  | 3 | 0 | 3  | 0  |
| Luka Žinko         | 1983-03-23 | NK Domžale            | 0  | 1 | 0 | 2  | 0  |
| Aanval             |            |                       |    |   |   |    |    |
| Klemen Lavrič      | 1981-06-12 | MSV Duisburg          | 11 | 0 | 4 | 24 | 6  |
| Milivoje Novakovič | 1979-05-18 | 1. FC Köln            | 4  | 5 | 1 | 17 | 5  |
| Ermin Rakovič      | 1977-09-07 | Interblock Ljubljana  | 3  | 1 | 0 | 15 | 1  |
| Zlatko Dedič       | 1984-10-05 | Piacenza              | 0  | 1 | 0 | 6  | 0  |
| Zlatan Ljubijankič | 1983-12-15 | KAA Gent              | 0  | 1 | 0 | 4  | 1  |
| Dejan Rusič        | 1982-12-05 | Politehnica Timișoara | 0  | 1 | 0 | 3  | 0  |
| Borut Semler       | 1985-02-25 | NK Domžale            | 0  | 1 | 0 | 7  | 0  |

NZS · A-internationals · Bondscoaches · Selecties · Statistieken · Sloveens vrouwenelftal · Olympisch elftal · Slovenië U21 · Slovenië U20 · Slovenië U19 · Slovenië U18 · Slovenië U17 · Slovenië U16
1991 – 1999 ·
2000 – 2009 ·
2010 – 2019 ·
2020 − 2029
EK's: 1996 · 
2000 · 
2004 · 
2008 · 
2012 · 
2016 · 
2020 · 
2024
WK's: 1998 · 
2002 · 
2006 · 
2010 · 
2014 · 
2018 ·
2022
1991 · 
1992 · 
1993 · 
1994 · 
1995 · 
1996 · 
1997 · 
1998 · 
1999 · 
2000 · 
2001 · 
2002 · 
2003 · 
2004 · 
2005 · 
2006 · 
2007 · 
2008 · 
2009 · 
2010 · 
2011 · 
2012 · 
2013 · 
2014 · 
2015 · 
2016 · 
2017 · 
2018 ·
2019 ·
2020 ·
2021 ·
2022 ·
2023 ·
2024
Albanië ·
Algerije ·
Argentinië ·
Armenië ·
Australië ·
Azerbeidzjan ·
België ·
Bosnië en Herzegovina ·
Bulgarije ·
Canada ·
China ·
Colombia ·
Cyprus ·
Denemarken ·
Duitsland ·
Engeland ·
Estland ·
Faeröer ·
 Finland ·
Frankrijk ·
Georgië ·
Ghana ·
Gibraltar ·
Griekenland ·
Honduras ·
Hongarije ·
IJsland ·
Israël ·
Italië ·
Ivoorkust ·
Joegoslavië ·
Kazachstan ·
Kosovo ·
Kroatië ·
Letland ·
Litouwen ·
Luxemburg ·
Malta ·
Mexico ·
Moldavië ·
Montenegro ·
Nederland ·
Nieuw-Zeeland ·
Noord-Ierland ·
Noord-Macedonië ·
Noorwegen ·
Oekraïne ·
Oman ·
Oostenrijk ·
Paraguay ·
Polen ·
Portugal ·
Qatar ·
Roemenië ·
Rusland ·
San Marino ·
Saoedi-Arabië ·
Schotland ·
Servië ·
Servië en Montenegro ·
Slowakije ·
Spanje ·
Trinidad en Tobago ·
Tsjechië ·
Tunesië ·
Turkije · 
Uruguay ·
Verenigde Arabische Emiraten ·
Verenigde Staten ·
Wales ·
Wit-Rusland ·
Zuid-Afrika ·
Zweden ·
Zwitserland
Algerije (2010) · 
Engeland (2010) · 
Paraguay (2002) · 
Spanje (2002) · 
Verenigde Staten (2010) · 
Zuid-Afrika (2002)